# Kenneth Arnold
Kenneth Arnold (Sebeka, Minnesota, 29. ožujka 1915. – Bellevue, Washington, 16. siječnja 1984.), američki civilni pilot, najpoznatiji po zračnom susretu s neidentificiranim letećim objektima, za koje je ustvrdio da su letjeli poput tanjura koji se odbije od površine vode, nakon čega su mediji pogrešno stvorili kovanicu leteći tanjuri.
Dana 24. lipnja 1947. godine, Arnold je prijavio skupinu od devet letećih objekata, koji su sjajili plavo-bijelom svjetlošću i letjeli u V formaciji iznad Mount Rainiera u saveznoj državi Washington.

## Vanjske poveznice
- Životopisni podaci Kennetha Arnolda - project1947.com (engl.)